# Liga de Campeones de la CAF 2009
La Liga de Campeones de la CAF 2009 fue la 45.ª edición del torneo, de los cuales participan sólo clubes de los países afiliados a la Confederación Africana de Fútbol (CAF). El ganador de esta edición del torneo representará a la CAF en la Copa Mundial de Clubes de la FIFA 2009 a celebrarse en Emiratos Árabes Unidos a finales de año.

## Resultados

### Ronda preliminar
Los ganadores avanzaron a la primera fase. Los partidos se jugaron, la ida el 30 de enero y 1 de febrero y la vuelta los días 13 y 15 de febrero de 2009.
| Equipo 1              | Agr.  | Equipo 2              | Ida | Vuelta |
| --------------------- | ----- | --------------------- | --- | ------ |
| 1º de Agosto          | 7–3   | CARA Brazzaville      | 5–2 | 2–1    |
| Canon Yaoundé         | 2–1   | AS Inter Star         | 1–1 | 1–0    |
| AS Douanes            | 4–1   | Ports Authority FC    | 3–1 | 1–0    |
| Kano Pillars          | 2–0   | Elect-Sport FC        | 2–0 | 0–0    |
| Club Africain         | w/o2  | SC Bafatá             | -   | -      |
| Djoliba               | 4–1   | Casa Sport            | 4–0 | 0–1    |
| Ferroviário de Maputo | 2–3   | KCC                   | 2–1 | 0–2    |
| Supersport United     | 8–2   | Curepipe Starlight SC | 3–0 | 5–2    |
| Heartland             | 10–1  | Monrovia Black Star   | 4–0 | 6–1    |
| FAR Rabat             | 6–2   | SC Praia              | 6–1 | 0–1    |
| Petro Atlético        | 6–0   | Royal Leopards        | 3–0 | 3–0    |
| Étoile Filante        | 4–3   | Heart of Lions        | 2–0 | 2–3    |
| Al Ahly Tripoli       | 7–2   | AS Police             | 6–0 | 1–2    |
| Ittihad Khemisset     | w.o.2 | Wallidan              | -   | -      |
| ASO Chlef             | 3–1   | Fello Star            | 1–0 | 2–1    |
| DC Motema Pembe       | 1–3   | AS Mangasport         | 1–2 | 0–1    |
| Monomotapa United     | 3–2   | Miembeni              | 2–0 | 1–2    |
| Young Africans SC     | 14–1  | Etoile d'Or           | 8–1 | 6–0    |
| Academie Ny Antsika   | 0–6   | US Stade Tamponnaise  | -1  | 0–6    |
| ZESCO United          | 5–1   | Mathare United        | 2–0 | 3–1    |
| Al-Merrikh SC         | 2–1   | ATRACO                | 2–1 | 0–0    |

1 La serie se jugó a un partido luego de que el partido de ida fuera suspendido por los problemas de violencia en Madagascar

2 Wallidan y SC Bafata abandonaron el tornoe.

#### Repesca preliminar
La disputaron los campeones de las federaciones con más bajo lugar en el ranking FIFA, y clasificaría a la primera fase el ganador en caso de que alguno de los clasificados se retirara. Como no hubo retiros el ganador quedó eliminado del torneo. Los partidos se jugaron el 22 de febrero y el 8 de marzo de 2009.
| Equipo 1            | Agr.        | Equipo 2  | Ida | Vuelta |
| ------------------- | ----------- | --------- | --- | ------ |
| Stade Centrafricain | 1–1 (4–5 p) | Akonangui | 1–0 | 0–1    |

### Primera fase
Partidos disputados el 13 y 15 de marzo y el 3 y 6 de abril de 2009.
| Equipo 1           | Agr.        | Equipo 2             | Ida | Vuelta |
| ------------------ | ----------- | -------------------- | --- | ------ |
| 1º de Agosto       | 1–1 (5–4 p) | Canon Yaoundé        | 0–1 | 1–0    |
| AS Douanes         | 1–1 (a)     | Kano Pillars         | 1–1 | 0–0    |
| Club Africain      | 2–2 (a)     | Djoliba              | 1–2 | 1–0    |
| KCC                | 3–2         | Supersport United    | 2–1 | 1–1    |
| Heartland          | 4–2         | FAR Rabat            | 3–1 | 1–1    |
| TP Mazembe         | 5–1         | Petro Atlético       | 3–0 | 2–1    |
| ASEC Mimosas       | 3–0         | Étoile Filante       | 2–0 | 1–0    |
| JS Kabylie         | 1–3         | Al Ahly Tripoli      | 1–2 | 0–1    |
| Asante Kotoko      | 3–3 (a)     | Ittihad Khemisset    | 3–1 | 0–2    |
| Étoile du Sahel    | 2–1         | ASO Chlef            | 2–1 | 0–0    |
| Coton Sport FC     | 5–3         | AS Mangasport        | 2–1 | 3–2    |
| Ajax Cape Town     | 4–4 (a)     | Monomotapa United    | 3–2 | 1–2    |
| Al-Ahly            | 4–0         | Young Africans       | 3–0 | 1–0    |
| Al-Hilal           | 4–3         | US Stade Tamponnaise | 3–1 | 1–2    |
| Africa Sports      | 0–2         | ZESCO United         | 0–0 | 0–2    |
| Al Ittihad Tripoli | 1–4         | Al-Merrikh SC        | 1–1 | 0–3    |

### Segunda fase
Partidos disputados el 17 y 19 de abril y el 1 y 4 de mayo de 2009. Los perdedores de esta fase avanzaron a la Copa Confederación de la CAF 2009.
| Equipo 1        | Agr.    | Equipo 2          | Ida | Vuelta |
| --------------- | ------- | ----------------- | --- | ------ |
| 1.º de Agosto   | 3–3 (a) | Al-Hilal          | 3–1 | 0–2    |
| Kano Pillars    | (a) 3–3 | Al-Ahly           | 1–1 | 2–2    |
| Djoliba         | 1–2     | ZESCO United      | 0–0 | 1–2    |
| KCC             | 1–2     | Al-Merrikh SC     | 0–1 | 1–1    |
| Heartland       | 3–2     | Coton Sport FC    | 2–1 | 1–1    |
| TP Mazembe      | 1–0     | Ittihad Khemisset | 1–0 | 0–0    |
| ASEC Mimosas    | 1–2     | Monomotapa United | 1–0 | 0–2    |
| Al Ahly Trípoli | 0–2     | Étoile du Sahel   | 0–0 | 0–2    |

### Fase de grupos
Luego de las fases previas, se forman dos grupos de cuatro equipos cada uno, que juegan partidos de ida y vuelta de bajo el sistema de todos contra todos. Los dos mejores de cada grupo clasificarán a las semifinales y posteriormente a la final. El sorteo de los grupos fue el 7 de mayo de 2009 en El Cairo.

#### Grupo A
| Equipo       | Pts. | PJ | PG | PE | PP | GF | GC | Dif. |
| ------------ | ---- | -- | -- | -- | -- | -- | -- | ---- |
| Kano Pillars | 11   | 6  | 3  | 2  | 1  | 10 | 8  | +2   |
| Al-Hilal     | 10   | 6  | 3  | 1  | 2  | 7  | 5  | +2   |
| ZESCO United | 8    | 6  | 2  | 2  | 2  | 8  | 7  | +1   |
| Al Merreikh  | 3    | 6  | 0  | 3  | 3  | 5  | 10 | -5   |

| 18 de julio de 2009 | ZESCO United | 1 – 1 | Kano Pillars | Trade Fair Grounds, Ndola, Zambia |                          |
|                     | Kamwandi 44' |       | Chukwu 77'   | Árbitro(s): Amanuel Eyob          | Árbitro(s): Amanuel Eyob |

| 18 de julio de 2009 | Al-Merreikh | 0 – 0 | Al-Hilal | Al Merreikh Stadium, Omdurmán, Sudán |  |
|                     |             |       |          | Árbitro(s): Muhmed Ssegonga          |  |

| 31 de julio de 2009 | Al-Hilal   | 1 – 0 | ZESCO United | Estadio de Jartum, Jartum, Sudán |                          |
|                     | Altawon 9' |       |              | Árbitro(s): Eddy Maillet         | Árbitro(s): Eddy Maillet |

| 1 de agosto de 2009 | Kano Pillars              | 3 – 1 | Al-Merreikh | Sani Abacha Stadium, Kano, Nigeria |                             |
|                     | Namo 18', 33' · Ogaga 89' |       | Idahor 59'  | Árbitro(s): Koman Coulibaly        | Árbitro(s): Koman Coulibaly |

| 14 de agosto de 2009 | Al-Hilal                           | 2 – 0 | Kano Pillars | AlHilal Stadium, Omdurmán, Sudán                           |                                                            |
|                      | Eltahir 55' (pen.) · Elbasheer 68' |       |              | Asistencia: 42,000 espectadores Árbitro(s): Kenias Marange | Asistencia: 42,000 espectadores Árbitro(s): Kenias Marange |

| 15 de agosto de 2009 | Al-Merreikh                    | 2 – 3 | ZESCO United | Al Merreikh Stadium, Omdurmán, Sudán |                          |
|                      | Idahor 29' (pen.) · Eddafi 77' |       |              | Árbitro(s): Divine Evehe             | Árbitro(s): Divine Evehe |

| 30 de agosto de 2009 | ZESCO United | 0 – 0 | Al-Merreikh | Independence Stadium, Lusaka, Zambia |  |
|                      |              |       |             | Árbitro(s): Ragab Mohamed            |  |

| 30 de agosto de 2009 | Kano Pillars              | 2 – 1   | Al-Hilal  | Sani Abacha Stadium, Kano, Nigeria |                          |
|                      | Mohammed 45+' · Ogaga 73' | Reporte | Farah 20' | Árbitro(s): Jamel Ambaya           | Árbitro(s): Jamel Ambaya |

| 11 de septiembre de 2009 | Al-Hilal                                   | 3 – 1 | Al-Merreikh     | Al-Hilal Stadium, Omdurmán, Sudán |                                   |
|                          | Barry 23' · Omer Bakheet 77' · Equakon 85' |       | Bader Galag 64' | Árbitro(s): Ragab Mohamed (Libya) | Árbitro(s): Ragab Mohamed (Libya) |

| 13 de septiembre de 2009 | Kano Pillars                 | 3 – 2 | ZESCO United  | Sani Abacha Stadium, Kano, Nigeria |                          |
|                          | Namo 3', 55' · Kofarmata 86' |       | Phiri 2', 39' | Árbitro(s): Eddy Maillet           | Árbitro(s): Eddy Maillet |

| 19 de septiembre de 2009 | ZESCO United          | 2 – 0 | Al-Hilal | Independence Stadium, Lusaka, Zambia |                            |
|                          | Sakala 74' · Zulu 79' |       |          | Árbitro(s): Joseph Lamptey           | Árbitro(s): Joseph Lamptey |

| 19 de septiembre de 2009 | Al-Merreikh     | 1 – 1 | Kano Pillars | Khartoum Stadium, Jartum, Sudán |                           |
|                          | Lado 21' (pen.) |       | Thompson 88' | Árbitro(s): Verson Lwanja       | Árbitro(s): Verson Lwanja |

#### Grupo B
| Equipo            | Pts. | PJ | PG | PE | PP | GF | GC | Dif. |
| ----------------- | ---- | -- | -- | -- | -- | -- | -- | ---- |
| Mazembe           | 12   | 6  | 4  | 0  | 2  | 10 | 4  | +8   |
| Heartland         | 10   | 6  | 3  | 1  | 2  | 12 | 4  | +8   |
| Étoile du Sahel   | 7    | 6  | 2  | 1  | 3  | 5  | 8  | -3   |
| Monomotapa United | 6    | 6  | 2  | 0  | 4  | 6  | 15 | -9   |

| 18 de julio de 2009 | Monomotapa United            | 2 – 1 | Étoile du Sahel | Rufaro Stadium, Harare, Zimbabue |                          |
|                     | Kamungenga 2' · Nyanadro 65' |       | Akaïchi 51'     | Árbitro(s): Eddy Maillet         | Árbitro(s): Eddy Maillet |

| 18 de julio de 2009 | Mazembe        | 1 – 0 | Heartland | Stade Municipal, Lubumbashi, Congo-Kinshasa               |                                                           |
|                     | Kaliyutuka 78' |       |           | Asistencia: 32,300 espectadores Árbitro(s): Verson Lwanja | Asistencia: 32,300 espectadores Árbitro(s): Verson Lwanja |

| 1 de agosto de 2009 | Étoile du Sahel                  | 2 – 1 | Mazembe    | Stade Olympique, Sousse, Túnez |                          |
|                     | Jemal 35' (pen.) · Abdennour 63' |       | Luyeye 14' | Árbitro(s): Eddy Maillet       | Árbitro(s): Eddy Maillet |

| 2 de agosto de 2009 | Heartland                                 | 4 – 0 | Monomotapa United | Dan Anyiam Stadium, Owerri, Nigeria |                             |
|                     | Thankgod 3' · Agba 26' 78' · Ibenegbu 46' |       |                   | Árbitro(s): Mohamed Benouza         | Árbitro(s): Mohamed Benouza |

| 15 de agosto de 2009 | Mazembe                                           | 5 – 0 | Monomotapa United | Stade Municipal, Lubumbashi, Congo-Kinshasa |                          |
|                      | Kaluyituka 45', 71', 79' · Mputu 58' · Mulota 66' |       |                   | Árbitro(s): Amanuel Eyob                    | Árbitro(s): Amanuel Eyob |

| 16 de agosto de 2009 | Heartland                                  | 4 – 0 | Étoile du Sahel | Dan Anyiam Stadium, Owerri, Nigeria |                             |
|                      | Ibenegbu 30' 36' · Obaje 42' · Nwabike 77' |       |                 | Árbitro(s): Ousmane Karembe         | Árbitro(s): Ousmane Karembe |

| 29 de agosto de 2009 | Monomotapa United | 0 – 2 | Mazembe                       | Rufaro Stadium, Harare, Zimbabue |                            |
|                      |                   |       | Kaluyituka 8' · Singuluma 90' | Árbitro(s): Joseph Lamptey       | Árbitro(s): Joseph Lamptey |

| 29 de agosto de 2009 | Étoile du Sahel | 0 – 0   | Heartland | Stade Olympique, Sousse, Túnez |                          |
|                      |                 | Reporte |           | Árbitro(s): Divine Evehe       | Árbitro(s): Divine Evehe |

| 12 de septiembre de 2009 | Heartland                | 2 – 0 | Mazembe | Dan Anyiam Stadium, Owerri, Nigeria |                          |
|                          | Obhafuoso 37' · Agba 40' |       |         | Árbitro(s): Amanuel Eyob            | Árbitro(s): Amanuel Eyob |

| 12 de septiembre de 2009 | Étoile du Sahel       | 2 – 0 | Monomotapa United | Stade Olympique, Sousse, Túnez |                             |
|                          | Sassi 12' · Silva 55' |       |                   | Árbitro(s): Koman Coulibaly    | Árbitro(s): Koman Coulibaly |

| 20 de septiembre de 2009 | Monomotapa United     | 3 – 2 | Heartland        | Rufaro Stadium, Harare, Zimbabue |                             |
|                          | Nyamandwe 75' 81' 89' |       | Omobiabi 79' 85' | Árbitro(s): Muhmed Ssegonga      | Árbitro(s): Muhmed Ssegonga |

| 20 de septiembre de 2009 | Mazembe     | 1 – 0 | Étoile du Sahel | Stade Municipal, Lubumbashi, Congo-Kinshasa |                           |
|                          | Tshizeu 36' |       |                 | Árbitro(s): Kokou Djaoupe                   | Árbitro(s): Kokou Djaoupe |

### Semifinales
| Equipo 1  | Agr. | Equipo 2     | Ida | Vuelta |
| --------- | ---- | ------------ | --- | ------ |
| Heartland | 6–0  | Kano Pillars | 4–0 | 2–0    |
| Al-Hilal  | 4–5  | TP Mazembe   | 2–5 | 2–0    |

### Final
| Equipo 1  | Agr.     | Equipo 2 | Ida | Vuelta |
| --------- | -------- | -------- | --- | ------ |
| Heartland | 2–2 (v.) | Mazembe  | 2–1 | 0–1    |

#### Ida
| 1-11-2009 | Heartland               | 2–1     | Mazembe     | Dan Anyiam Stadium, Owerri                                     |                                                                |
|           | - Osanga 24' - Agba 80' | Reporte | - Mputu 23' | Asistencia: 10,000 espectadores Árbitro(s): Essam Abd El Fatah | Asistencia: 10,000 espectadores Árbitro(s): Essam Abd El Fatah |

#### Vuelta
| 7-11-2009 | Mazembe                | 1–0     | Heartland | Stade Municipal de Lubumbashi, Lubumbashi                   |                                                             |
|           | - Omodiagbe 73' (a.g.) | Reporte |           | Asistencia: 35,000 espectadores Árbitro(s): Mohamed Benouza | Asistencia: 35,000 espectadores Árbitro(s): Mohamed Benouza |

## Campeón
|                                            |
| Bandera de República Democrática del Congo |
| Campeón Mazembe 3° título                  |

## Goleadores
| Jugador          | Equipo       | Goles |
| ---------------- | ------------ | ----- |
| Dioko Kaluyituka | Mazembe      | 8     |
| Endurance Idahor | Al Merreikh  | 7     |
| Victor Namo      | Kano Pillars | 6     |
| Uche Agba        | Heartland    | 6     |
| Trésor Mputu     | Mazembe      | 6     |
| Muhannad Eltahir | Al-Hilal     | 5     |
| Enoch Sakala     | ZESCO United | 5     |